# Gilbert Kaenel

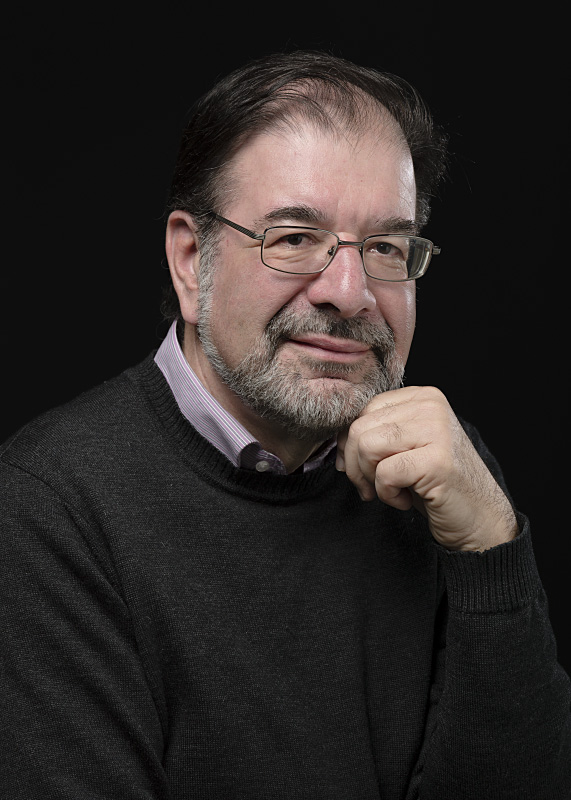
Gilbert Kaenel (2015)

Gilbert Kaenel (geboren am 17. September 1949 in Payerne; gestorben am 20. Februar 2020 in Moudon) war ein Schweizer Prähistoriker.
Gilbert Kaenel studierte Archäologie an der Universität Lausanne und schloss 1972 mit einer Arbeit über die gallo-römischen Gläser von Aventicum mit dem Lizenziat ab. Im Anschluss wandte er sich der europäischen Vorgeschichte zu und spezialisierte sich auf die Latènezeit genannte Epoche der jüngeren vorrömischen Eisenzeit. Im Rahmen eines Projektes für den Schweizerischen Nationalfonds erstellte er 1975/1976 ein Inventar der latènezeitlichen Gräber der Schweiz. Von 1979 bis 1985 leitete er für den Nationalfonds die Ausgrabung des Oppidums von Bas-Vully. Zugleich war er in den Jahren 1976–1985 Dozent am Seminar für Urgeschichte der Universität Bern, in den Jahren 1985–1987 an der Universität Lausanne. Ein von 1978 bis 1982 gewährtes Stipendium des Schweizerischen Nationalfonds führte ihn unter anderem an die Universitäten Tübingen und Marburg. Ab 1982 lehrte er an der Universität Genf, die ihn 2002 zum ordentlichen Professor ernannte.
Im Jahr 1985 wurde Kaenel Direktor des Musée cantonal d’archéologie et d’histoire de Lausanne, dem er bis 2015 vorstand. Hier leitete er eine vollständige Neugestaltung der Dauerausstellung ein, die mit der vollständigen Demontage der alten Ausstellung 1986 begann und mit der Neuaufstellung in den Jahren 1997–2000 endete. Gleichzeitig wurden von 1991 bis 2014 unter seiner Leitung, der zudem im Jahr 1990 mit einer Studie über latènezeitliche Gräber der Westschweiz in Lausanne promoviert wurde, rund 20 Wechselausstellungen gezeigt, die sich verschiedensten Themen von der Vorgeschichte bis zur Neuzeit widmeten.
Gilbert Kaenel war ab 1992 korrespondierendes Mitglied des Deutschen Archäologischen Instituts. 2002 wurde er Offizier des französischen Ordre des Arts et des Lettres, 2015 Kommandeur des Ordens. Im Jahr 2009 erhielt er die Médaille du Collège de France, an dem er in diesem Jahr Gastprofessor war. Von 1985 bis 2013 war er Mitglied des Centre archéologique européen du Mont Beuvray in Bibracte – dem Hauptort des gallischen Stammes der Haeduer –, ab 2001 als dessen Präsident. Von 2002 bis 2007 gehörte er dem wissenschaftlichen Beirat des französischen Institut national de recherches archéologiques préventives an. Ab 2007 leitete er die wieder aufgenommenen Ausgrabungen am 150 Jahre zuvor entdeckten Fundort La Tène.

## Publikationen (Auswahl)
- Céramiques gallo-romaines décorées. Production locale des 2ème et 3ème siècles (= Aventicum. Band 1). Pro Aventico, Avenches 1974, ISBN 2-8802-8001-X.
- Lousonna. La promenade archéologique de Vidy (= Archäologische Führer der Schweiz. Band 9). Association Pro Lousonna, Lausanne 1977.
- Recherches sur la période de La Tène en Suisse occidentale. Analyse des sépultures (= Cahiers d’archéologie romande de la Bibliothèque historique vaudoise. Band 50). Bibliothèque historique vaudoise, Lausanne 1990, ISBN   2-8802-8050-8.
- L’an 58 – Les Helvètes. Archéologie d’un peuple celte. Presses polytechniques et universitaires romandes, Lausanne 2012, ISBN 978-2-8807-4953-8.